# ورزشگاه ورزشی دوحه
ورزشگاه ورزشی دوحه (عربی: استاد الدوحة الرياضي‎) اولین ورزشگاه فوتبال در منطقه خلیج فارس با زمین چمن است که در سال ۱۹۶۲ تأسیس شد. این ورزشگاه در دوحه در نزدیکی کورنیش دوحه واقع شده است. اگرچه افتتاحیه رسمی آن در سال ۱۹۶۲ بود، اما از دهه ۱۹۵۰ مسابقات غیرحرفه ای در آن برگزار می‌شد.
قابل توجه‌ترین بازی در این ورزشگاه یک بازی دوستانه در سال ۱۹۷۳ بین تیم فوتبال پله، سانتوس اف سی و تیم الاهلی قطر بود. مسابقات فوتبال کوچک هنوز در ورزشگاه برگزار می‌شود، مانند بازی‌های جوانان و مسابقات آماتور، که از جمله آنها می‌توان به مسابقات فوتبال جوامع آسیایی و لیگ آماتور قطر (QAL) اشاره کرد.